# Frank Renner
Frank Renner es un deportista alemán que compitió para la RFA en piragüismo en la modalidad de aguas tranquilas. Ganó dos medallas de bronce en el Campeonato Mundial de Piragüismo, en los años 1981 y 1982.

## Palmarés internacional
| Campeonato Mundial | Campeonato Mundial       | Campeonato Mundial | Campeonato Mundial |
| Año                | Lugar                    | Medalla            | Evento             |
| ------------------ | ------------------------ | ------------------ | ------------------ |
| 1981               | Nottingham (Reino Unido) | Medalla de bronce  | K4 1000 m          |
| 1982               | Belgrado (Yugoslavia)    | Medalla de bronce  | K4 1000 m          |